# Omicidio Barsottelli
L'omicidio di Ottavio Barsottelli o delitto Barsottelli è un omicidio avvenuto a Viareggio l'11 settembre 1931.

## Avvenimenti
La notte dell’11 settembre 1931 il diciottenne Ottavio Barsottelli venne aggredito, derubato, legato a un palo del telefono, pestato e infine abbandonato legato ai binari ferroviari con un fazzoletto in bocca. 
Alle 2:15 circa fu rinvenuto agonizzante, con le gambe e la mano sinistra recise dal treno. 
Prima di morire il giovane fece i nomi dei suoi aggressori: il ventitreenne Ferruccio Maurri ed i due marinai Fausto Zappelli e Leonildo Zappelli, fratelli di 22 e 30 anni.

## Processo e dubbi di errori giudiziari
Gli uomini indicati dal giovane furono arrestati, sfuggendo a un tentativo di linciaggio da parte della folla. 
Il movente sarebbe stata la tensione tra Barsottelli e Maurri a seguito di un furto da loro commesso qualche mese prima presso la tabaccheria di Alfredo Sciacqua. In quell'occasione Barsottelli, arrestato, avrebbe fatto il nome del complice. 
Il processo si concluse con l’assoluzione di Leonildo Zappelli, e la condanna all’ergastolo per il fratello Fausto e per Ferruccio Maurri, per i quali era stata invece richiesta la pena di morte.
Tuttavia, la chiusura del caso non convinse del tutto gli inquirenti, che sospettavano che Barsottelli avesse avuto timore a fare i nomi dei suoi veri assassini. Infatti, ben sette anni dopo le condanne, gli inquirenti consegnarono alla magistratura un fascicolo riservato che indicava la responsabilità di “altre persone”.

## Grazia ai colpevoli e inchieste successive
Nel 1959, i condannati per il brutale omicidio furono graziati dal presidente Giovanni Gronchi. 
Un'inchiesta giornalistica dello stesso anno identificò come colpevoli: “…ex-squadristi, le cui malefatte, persa la vernice politica del '20-'21, si erano trasformate apertamente sul terreno dei reati comuni: ricettazione, lenocinio, stupefacenti, taglieggiamento, ricatto, rapina. Una banda, di sordidi figuri, la cui principale attività consisteva nel soddisfare direttamente o favorire a pagamento i vizi innominabili di certi illustri personaggi che in quegli anni frequentavano Viareggio e la Versilia, attratti assai più dai muscoli abbronzati dei bagnini e dei marinai che non dalle pinete e dalle Apuane“.
Nel 2004 lo scrittore Divier Nelli ricostruì la vicenda nel suo libro Falso Binario (Passigli Editore, ISBN 9788836808526), ipotizzando che Marcello Casella, figlio di un notaio (poi collaborazionista nazista fucilato dai partigiani nel 1944) sarebbe stato a capo della banda criminale che aveva commissionato il furto ai danni di Sciacqua e che l'omicidio di Barsottelli sarebbe stato ordinato per evitare che parlasse con gli inquirenti di quella faccenda. 
La pubblicazione del libro procurò all’autore un processo per diffamazione, conclusosi nel 2016 con la sua assoluzione.